# Lycosa pachana
Lycosa pachana este o specie de păianjeni din genul Lycosa, familia Lycosidae, descrisă de Pocock, 1898. Conform Catalogue of Life specia Lycosa pachana nu are subspecii cunoscute.